# Pezzan (Carbonera)
Pezzan è una frazione del comune di Carbonera, in provincia di Treviso.

## Geografia fisica
Si trova a circa due chilometri a nord del capoluogo comunale, presso il confine con Lancenigo di Villorba.
Il fiume principale è il Melma, che lambisce il centro abitato scorrendo da nord a sud. Più a est, con il medesimo orientamento, si trova il canale di Carbonera, corso d'acqua artificiale per l'approvvigionamento idrico della zona derivato dal canale della Vittoria, a sua volta alimentato dal Piave.

## Origini del nome
Specialmente in ambito ecclesiastico, fu nota in passato come "Pezzan di Melma" (Petianum Melmae) per distinguerla dall'omonima "Pezzan di Campagna", l'odierna Pezzan di Istrana.

## Monumenti e luoghi d'interesse

### Chiesa dei Santi Filippo e Giacomo
Viene citata per la prima volta nel 1231 nella bolla Religiosam Vitam di papa Gregorio IX come cappella dipendente dall'abbazia di Sant'Eustachio di Nervesa. Inizialmente era dedicata al solo san Giacomo, ma dal 1344 risulta titolare anche san Filippo.
Più volte rimaneggiata, nel 1875 fu gravemente danneggiata dal crollo del campanile. Venne quindi decisa la ricostruzione dell'intero complesso, avvenuta nel 1892 su progetto dell'ingegner Pietro Saccardo. Riaperta al culto già nel novembre dello stesso anno, i lavori si protrassero però nei decenni successivi. Tra il 1922 e il 1925, in particolare, fu ampliato il lato sud-est spostandovi la facciata, che da allora si rivolge alla strada; il coro, ricostruito sul lato opposto, fu concluso con le decorazioni di Antonio Beni.
Nuovi lavori si svolsero tra il 1957 e il 1960, con la costruzione della nuova facciata, la realizzazione del battistero e l'inaugurazione dell'organo.
A navata unica, con l'abside orientato a nord-ovest, presenta una facciata a capanna con quattro paraste di ordine corinzio. Al centro si trova il portale ligneo, sormontato dal frontone triangolare e dal rosone.